# 塞魯林 (肯塔基州)
塞魯林（英語：Cerulean）是位於美國肯塔基州克里斯蒂安縣和特里格县的一個人口普查指定地區。

## 人口
根據2020年美國人口普查的數據，塞魯林的面積為2.89平方千米，當中陸地面積為2.88平方千米，而水域面積為0.01平方千米。當地共有人口303人，而人口密度為每平方千米104.84人。